# XBoard

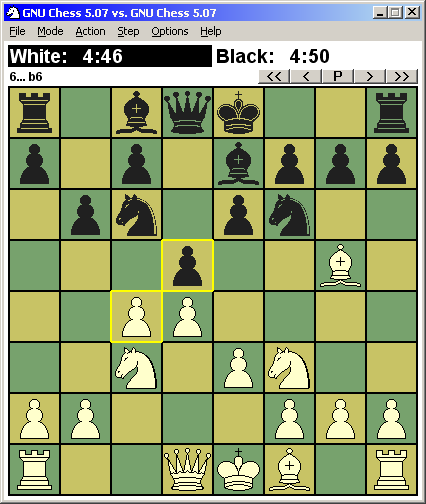
O motor GNU Chess 5.0.7 na interface WinBoard 4.2.7

XBoard, também conhecido como WinBoard em sua versão para Windows, é uma interface gráfica desenvolvida por Tim Mann para diversas plataformas, dentre elas o Linux e o Windows, compatível com as engines de xadrez que utilizam o Protocolo de Comunicação do Xboard/Winboard, como GNU Chess, Crafty e The King (Chessmaster).
Também suporta partidas pela Internet contra outros enxadristas, humanos ou computadores, além de abrir partidas salvas em formato PGN.